# Sarah Jane Morris
Sarah Jane Morris, född 12 april 1977 i Memphis, Tennessee, är en amerikansk skådespelare. Hon är bland annat känd för att ha spelat rollen som Julia Walker i dramaserien Brothers & Sisters mellan 2006 och 2009.
Morris är gift med Ned Brower och tillsammans med honom har hon en son och en dotter.